# Charaxes capensis
Charaxes capensis är en fjärilsart som beskrevs av Van Someren 1966. Charaxes capensis ingår i släktet Charaxes och familjen praktfjärilar. Inga underarter finns listade i Catalogue of Life.